# Список лауреатів Нобелівської премії з фізики
Нобелівська премія з фізики (швед. Nobelpriset i fysik) — вища нагорода за наукові досягнення в області фізики, яку щорічно присуджує Шведська королівська академія наук. Вона є однією з п'яти премій, які засновані згідно із заповітом шведського хіміка Альфреда Нобеля (пом. в 1896 році), що присуджують за видатні досягнення в хімії, фізиці, літературі, фізіології або медицині та за внесок у встановлення миру. Оголошення імені лауреата відбувається кожного року у жовтні, а урочиста церемонія вручення премії проходить у день смерті Альфреда Нобеля, 10 грудня, у Стокгольмі. Усім лауреатам Премії вручається диплом, медаль та грошова винагорода.
Перша Нобелівська премія з фізики була присуджена Вільгельму Рентгену «на знак визнання надзвичайно важливих заслуг перед наукою, що виявилися у відкритті променів, названих згодом на його честь». З 1901 до 2024 року Нобелівську премію з фізики отримали 226 вчених. 47 премій отримав один лауреат, 33 премії були поділені між двома лауреатами, а 38 премій розділили три лауреати. За всю історію її отримали 5 жінок (Марія Склодовська-Кюрі в 1903, Марія Гепперт-Маєр в 1963, Донна Стрікленд у 2018, Андреа Ґез у 2020 та Анн Л'Юйє у 2023). Тільки один вчений отримав премію двічі (Джон Бардін в 1956 та 1972 роках). Наймолодшому лауреату (Вільяму Лоренсу Бреггу) було 25 років, а найстаршому (Артуру Ешкіну) — 96 років.

## Список лауреатів
Легенда:

### 1900-ті
| Рік  | Портрет | Лауреат                                     | Країна             | Обґрунтування |
| ---- | ------- | ------------------------------------------- | ------------------ | --- |
| 1901 |         | Вільгельм Конрад Рентген (1845—1923)        | Німецька імперія   | У знак визнання надзвичайно важливих заслуг перед наукою, що виявилися у відкритті променів, названих згодом на його честьОригінальний текст (англ.) In recognition of the extraordinary services he has rendered by the discovery of the remarkable rays subsequently named after him |
| 1902 |         | Гендрік Антон Лоренц (½) (1853—1928)        | Нідерланди         | За видатні заслуги в дослідженнях впливу магнетизму на радіаційні явищаОригінальний текст (англ.) In recognition of the extraordinary service they rendered by their researches into the influence of magnetism upon radiation phenomena                                               |
| 1902 |         | Пітер Зееман (½) (1865—1943)                | Нідерланди         | За видатні заслуги в дослідженнях впливу магнетизму на радіаційні явищаОригінальний текст (англ.) In recognition of the extraordinary service they rendered by their researches into the influence of magnetism upon radiation phenomena                                               |
| 1903 |         | П'єр Кюрі (¼) (1859—1906)                   | Франція            | За видатні заслуги в спільних дослідженнях явищ радіаціїОригінальний текст (англ.) In recognition of the extraordinary services they have rendered by their joint researches on the radiation phenomena discovered by Professor Henri Becquerel                                        |
| 1903 |         | Марія Склодовська-Кюрі (¼) (1867—1934)      | Франція            | За видатні заслуги в спільних дослідженнях явищ радіаціїОригінальний текст (англ.) In recognition of the extraordinary services they have rendered by their joint researches on the radiation phenomena discovered by Professor Henri Becquerel                                        |
| 1903 |         | Антуан Анрі Беккерель (½) (1852—1908)       | Франція            | У знак визнання його видатних заслуг, що виявилися у відкритті спонтанної радіоактивностіОригінальний текст (англ.) In recognition of the extraordinary services he has rendered by his discovery of spontaneous radioactivity                                                         |
| 1904 |         | Джон Вільям Стретт (лорд Релей) (1842—1919) | Велика Британія    | За дослідження густини найпоширеніших газів і за відкриття аргону в ході цих дослідженьОригінальний текст (англ.) For his investigations of the densities of the most important gases and for his discovery of argon in connection with these studies                                  |
| 1905 |         | Філіпп Едуард Антон фон Ленард (1862—1947)  | Німецька імперія   | За роботи з дослідження катодних променівОригінальний текст (англ.) For his work on cathode rays |
| 1906 |         | Джозеф Джон Томсон (1856—1940)              | Велика Британія    | У знак визнання заслуг в області теоретичних й експериментальних досліджень електропровідності в газахОригінальний текст (англ.) In recognition of the great merits of his theoretical and experimental investigations on the conduction of electricity by gases                       |
| 1907 |         | Альберт Абрахам Майкельсон (1852—1931)      | США                | За створення точних оптичних інструментів і спектроскопічних і метрологічних досліджень, виконаних з його допомогоюОригінальний текст (англ.) For his optical precision instruments and the spectroscopic and metrological investigations carried out with their aid                   |
| 1908 |         | Габрієль Ліппман (1845—1921)                | Франція            | За створення методу фотографічного відтворення кольорів на основі явища інтерференціїОригінальний текст (англ.) For his method of reproducing colours photographically based on the phenomenon of interference                                                                         |
| 1909 |         | Гульєльмо Марконі (½) (1874—1937)           | Королівство Італія | За видатний внесок у створення бездротової телеграфіїОригінальний текст (англ.) In recognition of their contributions to the development of wireless telegraphy |
| 1909 |         | Карл Фердинанд Браун (½) (1850—1918)        | Німецька імперія   | За видатний внесок у створення бездротової телеграфіїОригінальний текст (англ.) In recognition of their contributions to the development of wireless telegraphy |

### 1910-ті
| Рік  | Портрет                         | Лауреат                               | Країна                          | Обґрунтування |
| ---- | ------------------------------- | ------------------------------------- | ------------------------------- | --- |
| 1910 |                                 | Ян Дидерик ван дер Ваальс (1837—1923) | Нідерланди                      | За роботу над рівняннями агрегатних станів газів та рідинОригінальний текст (англ.) For his work on the equation of state for gases and liquids |
| 1911 |                                 | Вільгельм Він (1864—1928)             | Німецька імперія                | За відкриття в області законів, що керують тепловим випромінюваннямОригінальний текст (англ.) For his discoveries regarding the laws governing the radiation of heat |
| 1912 |                                 | Нільс Густав Дален (1869—1937)        | Швеція                          | За винахід автоматичних регуляторів, що використовуються у сполученні з газовими акумуляторами для джерел світла на маяках і буяхОригінальний текст (англ.) For his invention of automatic regulators for use in conjunction with gas accumulators for illuminating lighthouses and buoys |
| 1913 |                                 | Гейке Камерлінг-Оннес (1853—1926)     | Нідерланди                      | За дослідження властивостей речовини при низьких температурах, які привели до отримання рідкого геліюОригінальний текст (англ.) For his investigations on the properties of matter at low temperatures which led, inter alia, to the production of liquid helium                          |
| 1914 |                                 | Макс фон Лауе (1879—1960)             | Німецька імперія                | За відкриття дифракції рентґенівських променів у кристалахОригінальний текст (англ.) For his discovery of the diffraction of X-rays by crystals |
| 1915 |                                 | Вільям Генрі Брегг (½) (1862—1942)    | Велика Британія                 | За заслуги в дослідженні структури кристалів за допомогою рентгенівських променівОригінальний текст (англ.) For their services in the analysis of crystal structure by means of X-rays |
| 1915 |                                 | Вільям Лоренс Брегг (½) (1890—1971)   | Велика Британія                 | За заслуги в дослідженні структури кристалів за допомогою рентгенівських променівОригінальний текст (англ.) For their services in the analysis of crystal structure by means of X-rays |
| 1916 | Премію з фізики не присуджували | Премію з фізики не присуджували       | Премію з фізики не присуджували | Премію з фізики не присуджували |
| 1917 |                                 | Чарльз Гловер Баркла (1877—1944)      | Велика Британія                 | За відкриття характеристичного рентгенівського випромінювання елементів Оригінальний текст (англ.) For his discovery of the characteristic Röntgen radiation of the elements |
| 1918 |                                 | Макс Планк (1858—1947)                | Німецька імперія                | У знак визнання його заслуг у розвитку фізики завдяки відкриттю квантів енергії Оригінальний текст (англ.) In recognition of the services he rendered to the advancement of Physics by his discovery of energy quanta                                                                     |
| 1919 |                                 | Йоханнес Штарк (1874—1957)            | Веймарська республіка           | За відкриття ефекта Доплера в канальних променях і розщеплення спектральних ліній в електричному полі Оригінальний текст (англ.) For his discovery of the Doppler effect in canal rays and the splitting of spectral lines in electric fields                                             |

### 1920-ті
| Рік  | Портрет | Лауреат                                   | Країна                | Обґрунтування |
| ---- | ------- | ----------------------------------------- | --------------------- | --- |
| 1920 |         | Шарль-Едуар Гійом (1861—1938)             | Швейцарія             | Як визнання його заслуг перед точними вимірами у фізиці — відкриття аномалій у нікелево-сталевих сплавах Оригінальний текст (англ.) In recognition of the service he has rendered to precision measurements in Physics by his discovery of anomalies in nickel steel alloys |
| 1921 |         | Альберт Ейнштейн (1879—1955)              | Веймарська республіка | За заслуги перед теоретичною фізикою й особливо за відкриття закону фотоелектричного ефекту Оригінальний текст (англ.) For his services to Theoretical Physics, and especially for his discovery of the law of the photoelectric effect                                     |
| 1922 |         | Нільс Бор (1885—1962)                     | Данія                 | За заслуги в дослідженні будови атомів і випромінювання, що випускається ними Оригінальний текст (англ.) For his services in the investigation of the structure of atoms and of the radiation emanating from them                                                           |
| 1923 |         | Роберт Ендрюс Міллікен (1868—1953)        | США                   | За експерименти з визначення елементарного електричного заряду й вивчення фотоелектричного ефекту Оригінальний текст (англ.) For for his work on the elementary charge of electricity and on the photoelectric effect                                                       |
| 1924 |         | Манне Сігбан (1886—1978)                  | Швеція                | Відкриття й дослідження в області рентгенівської спектроскопії Оригінальний текст (англ.) For his discoveries and research in the field of X-ray spectroscopy |
| 1925 |         | Джеймс Франк (½) (1882—1964)              | Веймарська республіка | За відкриття законів зіткнення електрона з атомом Оригінальний текст (англ.) For their discovery of the laws governing the impact of an electron upon an atom |
| 1925 |         | Густав Людвіг Герц (½) (1887—1975)        | Веймарська республіка | За відкриття законів зіткнення електрона з атомом Оригінальний текст (англ.) For their discovery of the laws governing the impact of an electron upon an atom |
| 1926 |         | Жан Батист Перрен (1870—1942)             | Франція               | За роботу з дискретної природи матерії й особливо за відкриття седиментаційної рівновагиОригінальний текст (англ.) For his work on the discontinuous structure of matter, and especially for his discovery of sedimentation equilibrium                                     |
| 1927 |         | Артур Комптон (½) (1892—1962)             | США                   | За відкриття ефекту, названого його ім'ям Оригінальний текст (англ.) For his discovery of the effect named after him |
| 1927 |         | Чарльз Томсон Різ Вільсон (½) (1869—1959) | Велика Британія       | За метод візуального виявлення траєкторій електрично заряджених частинок за допомогою конденсації пари Оригінальний текст (англ.) For his method of making the paths of electrically charged particles visible by condensation of vapour                                    |
| 1928 |         | Оуен Вілланс Річардсон (1879—1959)        | Велика Британія       | За роботи з терміольних досліджень, і особливо за відкриття закону, що носить його ім'я Оригінальний текст (англ.) For his work on the thermionic phenomenon and especially for the discovery of the law named after him                                                    |
| 1929 |         | Луї де Бройль (1892—1987)                 | Франція               | За відкриття хвильової природи електронів Оригінальний текст (англ.) For his discovery of the wave nature of electrons |

### 1930-ті
| Рік  | Портрет                          | Лауреат                                 | Країна                           | Обґрунтування |
| ---- | -------------------------------- | --------------------------------------- | -------------------------------- | --- |
| 1930 |                                  | Чандрасекара Венката Раман (1888—1970)  | Британська Індія                 | Роботи з розсіювання світла й за відкриття ефекту, названого на його честьОригінальний текст (англ.) For his work on the scattering of light and for the discovery of the effect named after him |
| 1931 | Премію з фізики не присуджували. | Премію з фізики не присуджували.        | Премію з фізики не присуджували. | Премію з фізики не присуджували. |
| 1932 |                                  | Вернер Гейзенберг (1901—1976)           | Веймарська республіка            | За створення квантової механіки, застосування якої привело до відкриття алотропних форм водню Оригінальний текст (англ.) For the creation of quantum mechanics, the application of which has, inter alia, led to the discovery of the allotropic forms of hydrogen |
| 1933 |                                  | Ервін Шредінгер (½) (1887—1961)         | Перша Австрійська Республіка     | За відкриття нових продуктивних форм атомної теорії Оригінальний текст (англ.) For for the discovery of new productive forms of atomic theory |
| 1933 |                                  | Поль Дірак (½) (1902—1984)              | Велика Британія                  | За відкриття нових продуктивних форм атомної теорії Оригінальний текст (англ.) For for the discovery of new productive forms of atomic theory |
| 1934 | Премію з фізики не присуджували  | Премію з фізики не присуджували         | Премію з фізики не присуджували  | Премію з фізики не присуджували |
| 1935 |                                  | Джеймс Чедвік (1891—1974)               | Велика Британія                  | За відкриття нейтрона Оригінальний текст (англ.) For the discovery of the neutron |
| 1936 |                                  | Віктор Франц Гесс (½) (1883—1964)       | Федеративна держава Австрія      | За відкриття космічних променів Оригінальний текст (англ.) For his discovery of cosmic radiation |
| 1936 |                                  | Карл Девід Андерсон (½) (1905—1991)     | США                              | За відкриття позитрона Оригінальний текст (англ.) For his discovery of the positron |
| 1937 |                                  | Клінтон Джозеф Девіссон (½) (1881—1958) | США                              | Експериментальне відкриття дифракції електронів в кристалах Оригінальний текст (англ.) For their experimental discovery of the diffraction of electrons by crystals |
| 1937 |                                  | Джордж Паджет Томсон (½) (1892—1975)    | Велика Британія                  | Експериментальне відкриття дифракції електронів в кристалах Оригінальний текст (англ.) For their experimental discovery of the diffraction of electrons by crystals |
| 1938 |                                  | Енріко Фермі (1901—1954)                | Королівство Італія               | За докази існування нових радіоактивних елементів, отриманих при опроміненні нейтронами, і пов'язане із цим відкриття ядерних реакцій, що викликані повільними нейтронами Оригінальний текст (англ.) For his demonstrations of the existence of new radioactive elements produced by neutron irradiation, and for his related discovery of nuclear reactions brought about by slow neutrons |
| 1939 |                                  | Ернест Орландо Лоуренс (1901—1958)      | США                              | За винахід і створення циклотрона, за досягнуті за його допомогою результати, особливо за отримання штучних радіоактивних елементів Оригінальний текст (англ.) For the invention and development of the cyclotron and for results obtained with it, especially with regard to artificial radioactive elements                                                                               |

### 1940-ві
| Рік  | Портрет                                                                            | Лауреат                                                                            | Країна                                                                             | Обґрунтування |
| ---- | ---------------------------------------------------------------------------------- | ---------------------------------------------------------------------------------- | ---------------------------------------------------------------------------------- | --- |
| 1940 | У зв'язку з німецькою окупацією Норвегії премію не присуджували в жодній з галузей | У зв'язку з німецькою окупацією Норвегії премію не присуджували в жодній з галузей | У зв'язку з німецькою окупацією Норвегії премію не присуджували в жодній з галузей | У зв'язку з німецькою окупацією Норвегії премію не присуджували в жодній з галузей |
| 1941 | У зв'язку з німецькою окупацією Норвегії премію не присуджували в жодній з галузей | У зв'язку з німецькою окупацією Норвегії премію не присуджували в жодній з галузей | У зв'язку з німецькою окупацією Норвегії премію не присуджували в жодній з галузей | У зв'язку з німецькою окупацією Норвегії премію не присуджували в жодній з галузей |
| 1942 | У зв'язку з німецькою окупацією Норвегії премію не присуджували в жодній з галузей | У зв'язку з німецькою окупацією Норвегії премію не присуджували в жодній з галузей | У зв'язку з німецькою окупацією Норвегії премію не присуджували в жодній з галузей | У зв'язку з німецькою окупацією Норвегії премію не присуджували в жодній з галузей |
| 1943 |                                                                                    | Отто Штерн (1888—1969)                                                             | США                                                                                | Внесок у розвиток методу молекулярних пучків і відкриття та вимір магнітного моменту протона Оригінальний текст (англ.) For his contribution to the development of the molecular ray method and his discovery of the magnetic moment of the proton                                                   |
| 1944 |                                                                                    | Ісидор Рабі (1898—1988)                                                            | США                                                                                | За резонансний метод вимірів магнітних властивостей атомних ядер Оригінальний текст (англ.) For his resonance method for recording the magnetic properties of atomic nuclei |
| 1945 |                                                                                    | Вольфганг Паулі (1900—1958)                                                        | Австрія                                                                            | За відкриття принципу заборони Паулі Оригінальний текст (англ.) For the discovery of the Exclusion Principle, also called the Pauli Principle |
| 1946 |                                                                                    | Персі Бріджмен (1882—1961)                                                         | США                                                                                | За винахід приладу, що дозволяє створювати надвисокі тиски, і за відкриття, зроблені у зв'язку із цим, у фізиці високих тисків Оригінальний текст (англ.) For the discovery of the Exclusion Principle, also called the Pauli Principle                                                              |
| 1947 |                                                                                    | Едвард Віктор Епплтон (1892—1965)                                                  | Велика Британія                                                                    | За дослідження фізики верхніх шарів атмосфери, особливо за відкриття так званого шару Еплтона Оригінальний текст (англ.) For his investigations of the physics of the upper atmosphere especially for the discovery of the so-called Appleton layer                                                  |
| 1948 |                                                                                    | Патрік Блекетт (1897—1974)                                                         | Велика Британія                                                                    | За вдосконалення методу камери Вільсона й зроблені у зв'язку із цим відкриттями в області ядерної фізики й космічної радіації Оригінальний текст (англ.) For his development of the Wilson cloud chamber method, and his discoveries therewith in the fields of nuclear physics and cosmic radiation |
| 1949 |                                                                                    | Хідекі Юкава (1907—1981)                                                           | Японія                                                                             | За пророкування існування мезонів на основі теоретичної роботи з ядерних сил Оригінальний текст (англ.) For his prediction of the existence of mesons on the basis of theoretical work on nuclear forces                                                                                             |

### 1950-ті
| Рік  | Портрет | Лауреат                                    | Країна          | Обґрунтування |
| ---- | ------- | ------------------------------------------ | --------------- | --- |
| 1950 |         | Сесіль Френк Павелл (1903—1969)            | Велика Британія | За розробку фотографічного методу дослідження ядерних процесів і відкриття мезонів, що був здійснених за допомогою цього методу Оригінальний текст (англ.) For his development of the photographic method of studying nuclear processes and his discoveries regarding mesons made with this method                                          |
| 1951 |         | Джон Дуглас Кокрофт (½) (1897—1967)        | Велика Британія | За дослідницьку роботу з перетворення атомних ядер з допомогою штучно прискорених атомних частинок Оригінальний текст (англ.) For their pioneer work on the transmutation of atomic nuclei by artificially accelerated atomic particles |
| 1951 |         | Ернест Томас Синтон Волтон (½) (1903—1995) | Ірландія        | За дослідницьку роботу з перетворення атомних ядер з допомогою штучно прискорених атомних частинок Оригінальний текст (англ.) For their pioneer work on the transmutation of atomic nuclei by artificially accelerated atomic particles |
| 1952 |         | Фелікс Блох (½) (1905—1983)                | США             | За розвиток нових методів для точних ядерних магнітних вимірів і пов'язані із цим відкриття Оригінальний текст (англ.) For their development of new methods for nuclear magnetic precision measurements and discoveries in connection therewith                                                                                             |
| 1952 |         | Едвард Перселл (½) (1912—1997)             | США             | За розвиток нових методів для точних ядерних магнітних вимірів і пов'язані із цим відкриття Оригінальний текст (англ.) For their development of new methods for nuclear magnetic precision measurements and discoveries in connection therewith                                                                                             |
| 1953 |         | Фріц Церніке (1888—1966)                   | Нідерланди      | Премія за обґрунтування фазово-контрастного методу, особливо за винахід фазово-контрастного мікроскопа Оригінальний текст (англ.) For his demonstration of the phase contrast method, especially for his invention of the phase contrast microscope                                                                                         |
| 1954 |         | Макс Борн (½) (1882—1970)                  | Велика Британія | За фундаментальні дослідження із квантової механіки, особливо за його статистичну інтерпретацію хвильової функції Оригінальний текст (англ.) For his fundamental research in quantum mechanics, especially for his statistical interpretation of the wavefunction                                                                           |
| 1954 |         | Вальтер Боте (½) (1891—1957)               | ФРН             | За метод збігів для виявлення космічних променів і зроблені у зв'язку з цим відкриття Оригінальний текст (англ.) For the coincidence method and his discoveries made therewith |
| 1955 |         | Вілліс Лемб (½) (1913—2008)                | США             | За відкриття, пов'язані з тонкою структурою спектра водню Оригінальний текст (англ.) For his discoveries concerning the fine structure of the hydrogen spectrum |
| 1955 |         | Полікарп Кущ (½) (1911—1993)               | США             | За точне визначення магнітного моменту електрона Оригінальний текст (англ.) For his precision determination of the magnetic moment of the electron |
| 1956 |         | Джон Бардін (⅓) (1908—1991)                | США             | За дослідження напівпровідників і відкриття транзисторного ефекту Оригінальний текст (англ.) For their researches on semiconductors and their discovery of the transistor effect |
| 1956 |         | Волтер Гаузер Браттейн (⅓) (1902—1987)     | США             | За дослідження напівпровідників і відкриття транзисторного ефекту Оригінальний текст (англ.) For their researches on semiconductors and their discovery of the transistor effect |
| 1956 |         | Вільям Бредфорд Шоклі (⅓) (1910—1989)      | США             | За дослідження напівпровідників і відкриття транзисторного ефекту Оригінальний текст (англ.) For their researches on semiconductors and their discovery of the transistor effect |
| 1957 |         | Лі Цзундао (½) (1926—2024)                 | КНР             | За передбачення при вивченні так званих законів парності, про незбереження симетричності (хіральність), що привело до важливих відкриттів в галузі квантової механіки Оригінальний текст (англ.) For their penetrating investigation of the so-called parity laws which has led to important discoveries regarding the elementary particles |
| 1957 |         | Чженьнін Янг (½) (нар. 1922)               | КНР, США        | За передбачення при вивченні так званих законів парності, про незбереження симетричності (хіральність), що привело до важливих відкриттів в галузі квантової механіки Оригінальний текст (англ.) For their penetrating investigation of the so-called parity laws which has led to important discoveries regarding the elementary particles |
| 1958 |         | Павло Олексійович Черенков (⅓) (1904—1990) | СРСР            | За відкриття й тлумачення ефекту ЧеренковаОригінальний текст (англ.) For the discovery and the interpretation of the Cherenkov effect |
| 1958 |         | Ілля Михайлович Франк (⅓) (1908—1990)      | СРСР            | За відкриття й тлумачення ефекту ЧеренковаОригінальний текст (англ.) For the discovery and the interpretation of the Cherenkov effect |
| 1958 |         | Ігор Євгенович Тамм (⅓) (1895—1971)        | СРСР            | За відкриття й тлумачення ефекту ЧеренковаОригінальний текст (англ.) For the discovery and the interpretation of the Cherenkov effect |
| 1959 |         | Оуен Чемберлен (½) (1920—2006)             | США             | За відкриття антипротона Оригінальний текст (англ.) For their discovery of the antiproton |
| 1959 |         | Еміліо Джино Сегре (½) (1905—1989)         | Італія, США     | За відкриття антипротона Оригінальний текст (англ.) For their discovery of the antiproton |

### 1960-ті
| Рік  | Портрет | Лауреат                                       | Країна  | Обґрунтування |
| ---- | ------- | --------------------------------------------- | ------- | --- |
| 1960 |         | Дональд Артур Глазер (1926—2013)              | США     | За винахід бульбашкової камери Оригінальний текст (англ.) For the invention of the bubble chamber |
| 1961 |         | Роберт Гофстедтер (½) (1915—1990)             | США     | За основні дослідження з розсіювання електронів на атомних ядрах і пов'язаних з ними відкриттів в області структури нуклонів Оригінальний текст (англ.) For his pioneering studies of electron scattering in atomic nuclei and for his thereby achieved discoveries concerning the structure of the nucleons |
| 1961 |         | Рудольф Людвіг Мессбауер (½) (1929—2011)      | ФРН     | За дослідження резонансного поглинання гамма-випромінювання й відкриття у зв'язку із цим ефекту, що носить його ім'я Оригінальний текст (англ.) For his researches concerning the resonance absorption of gamma radiation and his discovery in this connection of the effect which bears his name |
| 1962 |         | Лев Давидович Ландау (1908—1968)              | СРСР    | За його піонерські теорії конденсованих середовищ й особливо рідкого гелію Оригінальний текст (англ.) For his pioneering theories for condensed matter, especially liquid helium |
| 1963 |         | Юджин Пол Вігнер (½) (1902—1995)              | США     | За внесок у теорію атомного ядра й елементарних часток, особливо за допомогою відкриття додатка фундаментальних принципів симетрії Оригінальний текст (англ.) For his contributions to the theory of the atomic nucleus and the elementary particles, particularly through the discovery and application of fundamental symmetry principles |
| 1963 |         | Марія Гепперт-Маєр (¼) (1906—1972)            | США     | За відкриття, що стосуються оболонкової структури ядра Оригінальний текст (англ.) For their discoveries concerning nuclear shell structure |
| 1963 |         | Ганс Єнсен (¼) (1907—1973)                    | ФРН     | За відкриття, що стосуються оболонкової структури ядра Оригінальний текст (англ.) For their discoveries concerning nuclear shell structure |
| 1964 |         | Чарлз Гард Таунс (½) (1915—2015)              | США     | За фундаментальні роботи в області квантової електроніки, що призвели до створення випромінювачів і підсилювачів на лазерно-мазерному принципі Оригінальний текст (англ.) For fundamental work in the field of quantum electronics, which has led to the construction of oscillators and amplifiers based on the maser-laser principle |
| 1964 |         | Микола Геннадійович Басов (¼) (1922—2001)     | СРСР    | За фундаментальні роботи в області квантової електроніки, що призвели до створення випромінювачів і підсилювачів на лазерно-мазерному принципі Оригінальний текст (англ.) For fundamental work in the field of quantum electronics, which has led to the construction of oscillators and amplifiers based on the maser-laser principle |
| 1964 |         | Олександр Михайлович Прохоров (¼) (1916—2002) | СРСР    | За фундаментальні роботи в області квантової електроніки, що призвели до створення випромінювачів і підсилювачів на лазерно-мазерному принципі Оригінальний текст (англ.) For fundamental work in the field of quantum electronics, which has led to the construction of oscillators and amplifiers based on the maser-laser principle |
| 1965 |         | Сін'ітіро Томонага (⅓) (1906—1979)            | Японія  | За фундаментальні роботи із квантової електродинаміки, що мали глибокі наслідки для фізики елементарних часток Оригінальний текст (англ.) For their fundamental work in quantum electrodynamics, with deep-ploughing consequences for the physics of elementary particles |
| 1965 |         | Джуліан Швінгер (⅓) (1918—1994)               | США     | За фундаментальні роботи із квантової електродинаміки, що мали глибокі наслідки для фізики елементарних часток Оригінальний текст (англ.) For their fundamental work in quantum electrodynamics, with deep-ploughing consequences for the physics of elementary particles |
| 1965 |         | Річард Філліпс Фейнман (⅓) (1918—1988)        | США     | За фундаментальні роботи із квантової електродинаміки, що мали глибокі наслідки для фізики елементарних часток Оригінальний текст (англ.) For their fundamental work in quantum electrodynamics, with deep-ploughing consequences for the physics of elementary particles |
| 1966 |         | Альфред Кастлер (1902—1984)                   | Франція | За відкриття й розробку оптичних методів дослідження резонансів Герца в атомахОригінальний текст (англ.) For the discovery and development of optical methods for studying Hertzian resonances in atoms |
| 1967 |         | Ганс Бете (1906—2005)                         | США     | За внесок у теорію ядерних реакцій, особливо за відкриття, що стосуються джерел енергії зірокОригінальний текст (англ.) For his contributions to the theory of nuclear reactions, especially his discoveries concerning the energy production in stars |
| 1968 |         | Луїс Волтер Альварес (1911—1988)              | США     | За винятковий внесок у фізику елементарних часток, зокрема за відкриття великого числа резонансів, що стало можливим завдяки розробленій ним техніці з використанням водневої бульбашкової камери й оригінальному аналізу данихОригінальний текст (англ.) For his decisive contributions to elementary particle physics, in particular the discovery of a large number of resonance states, made possible through his development of the technique of using hydrogen bubble chamber and data analysis |
| 1969 |         | Маррі Гелл-Манн (1929—2019)                   | США     | За відкриття, пов'язані із класифікацією елементарних часток й їхніх взаємодійОригінальний текст (англ.) For his contributions and discoveries concerning the classification of elementary particles and their interactions |

### 1970-ті
| Рік  | Портрет | Лауреат                                 | Країна          | Обґрунтування |
| ---- | ------- | --------------------------------------- | --------------- | --- |
| 1970 |         | Ганнес Альвен (½) (1908—1995)           | Швеція          | За фундаментальні роботи й відкриття в магнітній гідродинаміці й плідні застосування їх у різних областях фізикиОригінальний текст (англ.) For fundamental work and discoveries in magnetohydro-dynamics with fruitful applications in different parts of plasma physics |
| 1970 |         | Луї Неель (½) (1904—2000)               | Франція         | За фундаментальні праці й відкриття, що стосуються антиферомагнетизму й феромагнетизму, які спричинили важливі застосування в області фізики твердого тілаОригінальний текст (англ.) For fundamental work and discoveries concerning antiferromagnetism and ferrimagnetism which have led to important applications in solid state physics                                                         |
| 1971 |         | Денніс Габор (1900—1979)                | Велика Британія | За винахід і розробку голографічного методуОригінальний текст (англ.) For his invention and development of the holographic method |
| 1972 |         | Джон Бардін (⅓) (1908—1991)             | США             | За створення теорії надпровідності, яку зазвичай називають теорією БКШ Оригінальний текст (англ.) For their jointly developed theory of superconductivity, usually called the BCS-theory |
| 1972 |         | Леон Купер (⅓) (нар. 1930)              | США             | За створення теорії надпровідності, яку зазвичай називають теорією БКШ Оригінальний текст (англ.) For their jointly developed theory of superconductivity, usually called the BCS-theory |
| 1972 |         | Джон Роберт Шріффер (⅓) (1931—2019)     | США             | За створення теорії надпровідності, яку зазвичай називають теорією БКШ Оригінальний текст (англ.) For their jointly developed theory of superconductivity, usually called the BCS-theory |
| 1973 |         | Лео Есакі (¼) (нар. 1925)               | Японія          | За експериментальні відкриття туннельних явищ в напівпровідниках і надпровідниках Оригінальний текст (англ.) For their experimental discoveries regarding tunneling phenomena in semiconductors and superconductors, respectively |
| 1973 |         | Айвар Джайєвер (¼) (нар. 1929)          | Норвегія, США   | За експериментальні відкриття туннельних явищ в напівпровідниках і надпровідниках Оригінальний текст (англ.) For their experimental discoveries regarding tunneling phenomena in semiconductors and superconductors, respectively |
| 1973 |         | Браян Девід Джозефсон (½) (нар. 1940)   | Велика Британія | За теоретичне передбачення властивостей струму, що проходить через тунельний бар'єр, зокрема явищ, загальновідомих нині за назвою ефектів ДжозефсонаОригінальний текст (англ.) For his theoretical predictions of the properties of a supercurrent through a tunnel barrier, in particular those phenomena which are generally known as the Josephson effects                                      |
| 1974 |         | Мартін Райл (½) (1918—1984)             | Велика Британія | За піонерські дослідження в області радіофізикиОригінальний текст (англ.) For their pioneering research in radio astrophysics: Ryle for his observations and inventions, in particular of the aperture synthesis technique, and Hewish for his decisive role in the discovery of pulsars |
| 1974 |         | Ентоні Г'юїш (½) (1924—2021)            | Велика Британія | За піонерські дослідження в області радіофізикиОригінальний текст (англ.) For their pioneering research in radio astrophysics: Ryle for his observations and inventions, in particular of the aperture synthesis technique, and Hewish for his decisive role in the discovery of pulsars |
| 1975 |         | Оге Нільс Бор (⅓) (1922—2009)           | Данія           | За відкриття взаємозв'язку між колективним рухом і рухом окремої частки в атомному ядрі й розвиток теорії будови атомного ядра, що базується на цьому взаємозв'язкуОригінальний текст (англ.) For the discovery of the connection between collective motion and particle motion in atomic nuclei and the development of the theory of the structure of the atomic nucleus based on this connection |
| 1975 |         | Бен Рой Моттельсон (⅓) (1926—2022)      | Данія           | За відкриття взаємозв'язку між колективним рухом і рухом окремої частки в атомному ядрі й розвиток теорії будови атомного ядра, що базується на цьому взаємозв'язкуОригінальний текст (англ.) For the discovery of the connection between collective motion and particle motion in atomic nuclei and the development of the theory of the structure of the atomic nucleus based on this connection |
| 1975 |         | Лео Джеймс Рейнвотер (⅓) (1917—1986)    | США             | За відкриття взаємозв'язку між колективним рухом і рухом окремої частки в атомному ядрі й розвиток теорії будови атомного ядра, що базується на цьому взаємозв'язкуОригінальний текст (англ.) For the discovery of the connection between collective motion and particle motion in atomic nuclei and the development of the theory of the structure of the atomic nucleus based on this connection |
| 1976 |         | Бертон Ріхтер (½) (1931—2018)           | США             | За основний внесок по відкриттю важкої елементарної частки нового типуОригінальний текст (англ.) For their pioneering work in the discovery of a heavy elementary particle of a new kind |
| 1976 |         | Семюел Тінг (½) (нар. 1936)             | США, КНР        | За основний внесок по відкриттю важкої елементарної частки нового типуОригінальний текст (англ.) For their pioneering work in the discovery of a heavy elementary particle of a new kind |
| 1977 |         | Філіп Андерсон (⅓) (1923—2020)          | США             | За фундаментальні теоретичні дослідження електронної структури магнітних і невпорядкованих системОригінальний текст (англ.) For their fundamental theoretical investigations of the electronic structure of magnetic and disordered systems |
| 1977 |         | Невілл Френсіс Мотт (⅓) (1905—1996)     | Велика Британія | За фундаментальні теоретичні дослідження електронної структури магнітних і невпорядкованих системОригінальний текст (англ.) For their fundamental theoretical investigations of the electronic structure of magnetic and disordered systems |
| 1977 |         | Джон ван Флек (⅓) (1899—1980)           | США             | За фундаментальні теоретичні дослідження електронної структури магнітних і невпорядкованих системОригінальний текст (англ.) For their fundamental theoretical investigations of the electronic structure of magnetic and disordered systems |
| 1978 |         | Петро Леонідович Капиця (½) (1894—1984) | СРСР            | За його базові дослідження й відкриття у фізиці низьких температурОригінальний текст (англ.) For his basic inventions and discoveries in the area of low-temperature physics |
| 1978 |         | Арно Аллан Пензіас (¼) (1933—2024)      | США             | За відкриття мікрохвильового реліктового випромінюванняОригінальний текст (англ.) For their discovery of cosmic microwave background radiation |
| 1978 |         | Роберт Вудро Вільсон (¼) (нар. 1936)    | США             | За відкриття мікрохвильового реліктового випромінюванняОригінальний текст (англ.) For their discovery of cosmic microwave background radiation |
| 1979 |         | Шелдон Лі Ґлешоу (⅓) (нар. 1932)        | США             | За внесок в об'єднану теорію слабких й електромагнітних взаємодій між елементарними частками, у тому числі передбачення слабких нейтральних струмівОригінальний текст (англ.) For their contributions to the theory of the unified weak and electromagnetic interaction between elementary particles, including, inter alia, the prediction of the weak neutral current                            |
| 1979 |         | Абдус Салам (⅓) (1926—1996)             | Пакистан        | За внесок в об'єднану теорію слабких й електромагнітних взаємодій між елементарними частками, у тому числі передбачення слабких нейтральних струмівОригінальний текст (англ.) For their contributions to the theory of the unified weak and electromagnetic interaction between elementary particles, including, inter alia, the prediction of the weak neutral current                            |
| 1979 |         | Стівен Вайнберг (⅓) (1933—2021)         | США             | За внесок в об'єднану теорію слабких й електромагнітних взаємодій між елементарними частками, у тому числі передбачення слабких нейтральних струмівОригінальний текст (англ.) For their contributions to the theory of the unified weak and electromagnetic interaction between elementary particles, including, inter alia, the prediction of the weak neutral current                            |

### 1980-ті
| Рік  | Портрет | Лауреат                                  | Країна     | Обґрунтування |
| ---- | ------- | ---------------------------------------- | ---------- | --- |
| 1980 |         | Джеймс Вотсон Кронін (½) (1931—2016)     | США        | За відкриття порушень фундаментальних принципів у розпаді нейтральних K-мезонів Оригінальний текст (англ.) For the discovery of violations of fundamental symmetry principles in the decay of neutral K-mesons                                                                                             |
| 1980 |         | Вал Логсден Фітч (½) (1923—2015)         | США        | За відкриття порушень фундаментальних принципів у розпаді нейтральних K-мезонів Оригінальний текст (англ.) For the discovery of violations of fundamental symmetry principles in the decay of neutral K-mesons                                                                                             |
| 1981 |         | Ніколас Бломберген (¼) (1920—2017)       | США        | За внесок у розвиток лазерної спектроскопії Оригінальний текст (англ.) For their contribution to the development of laser spectroscopy |
| 1981 |         | Артур Леонард Шавлов (¼) (1921—1999)     | США        | За внесок у розвиток лазерної спектроскопії Оригінальний текст (англ.) For their contribution to the development of laser spectroscopy |
| 1981 |         | Кай Сігбан (½) (1918—2007)               | Швеція     | За внесок у розвиток електронної спектроскопії з високою роздільною здатністю Оригінальний текст (англ.) For his contribution to the development of high-resolution electron spectroscopy |
| 1982 |         | Кеннет Геддес Вільсон (1936—2013)        | США        | За теорію критичних явищ у зв'язку з фазовими переходами Оригінальний текст (англ.) For his theory for critical phenomena in connection with phase transitions |
| 1983 |         | Субрахманьян Чандрасекар (½) (1910—1995) | Індія, США | За теоретичні дослідження фізичних процесів, що грають важливу роль у будові і еволюції зірок Оригінальний текст (англ.) For his theoretical studies of the physical processes of importance to the structure and evolution of the stars                                                                   |
| 1983 |         | Вільям Альфред Фаулер (½) (1911—1995)    | США        | За теоретичне й експериментальне дослідження ядерних реакцій, що мають важливе значення для утворення хімічних елементів Всесвіту Оригінальний текст (англ.) For his theoretical and experimental studies of the nuclear reactions of importance in the formation of the chemical elements in the universe |
| 1984 |         | Карло Руббіа (½) (нар. 1934)             | Італія     | За вирішальний внесок у великий проєкт, здійснення якого привело до відкриття квантів поля W й Z — носіїв слабкої взаємодії Оригінальний текст (англ.) For their decisive contributions to the large project, which led to the discovery of the field particles W and Z, communicators of weak interaction |
| 1984 |         | Симон ван дер Мер (½) (нар. 1925)        | Нідерланди | За вирішальний внесок у великий проєкт, здійснення якого привело до відкриття квантів поля W й Z — носіїв слабкої взаємодії Оригінальний текст (англ.) For their decisive contributions to the large project, which led to the discovery of the field particles W and Z, communicators of weak interaction |
| 1985 |         | Клаус фон Клітцинг (нар. 1943)           | ФРН        | За відкриття квантового ефекту Хола Оригінальний текст (англ.) For the discovery of the quantized Hall effect |
| 1986 |         | Ернст Руска (½)                          | ФРН        | За роботу над електронним мікроскопом Оригінальний текст (англ.) For his fundamental work in electron optics, and for the design of the first electron microscope |
| 1986 |         | Герд Бінніг (¼) (1906—1988)              | ФРН        | За винахід скануючого тунельного мікроскопа Оригінальний текст (англ.) For their design of the scanning tunneling microscope |
| 1986 |         | Генріх Рорер (¼) (1933—2013)             | Швейцарія  | За винахід скануючого тунельного мікроскопа Оригінальний текст (англ.) For their design of the scanning tunneling microscope |
| 1987 |         | Ґеорґ Беднорц (½) (нар. 1950)            | ФРН        | За важливий прорив у фізиці, що виразився у відкритті надпровідності в керамічних матеріалах Оригінальний текст (англ.) For their important break-through in the discovery of superconductivity in ceramic materials                                                                                       |
| 1987 |         | Александр Мюллер (½) (1927—2023)         | Швейцарія  | За важливий прорив у фізиці, що виразився у відкритті надпровідності в керамічних матеріалах Оригінальний текст (англ.) For their important break-through in the discovery of superconductivity in ceramic materials                                                                                       |
| 1988 |         | Леон Ледерман (⅓) (1922—2018)            | США        | За метод нейтринного променя й доказ двоїстої структури лептонів за допомогою відкриття мюонного нейтрино Оригінальний текст (англ.) For the neutrino beam method and the demonstration of the doublet structure of the leptons through the discovery of the muon neutrino                                 |
| 1988 |         | Мелвін Шварц (⅓) (1932—2006)             | США        | За метод нейтринного променя й доказ двоїстої структури лептонів за допомогою відкриття мюонного нейтрино Оригінальний текст (англ.) For the neutrino beam method and the demonstration of the doublet structure of the leptons through the discovery of the muon neutrino                                 |
| 1988 |         | Джек Стейнбергер (⅓) (1921—2020)         | США        | За метод нейтринного променя й доказ двоїстої структури лептонів за допомогою відкриття мюонного нейтрино Оригінальний текст (англ.) For the neutrino beam method and the demonstration of the doublet structure of the leptons through the discovery of the muon neutrino                                 |
| 1989 |         | Норман Рамзей (½) (1915—2011)            | США        | За винахід методу роздільних коливальних полів і його використання у водневому мазері й інших атомних годинниках Оригінальний текст (англ.) For the invention of the separated oscillatory fields method and its use in the hydrogen maser and other atomic clocks                                         |
| 1989 |         | Ганс Георг Демельт (¼) (1922—2017)       | США        | За розробку методу втримання одиночних іонівОригінальний текст (англ.) For the development of the ion trap technique |
| 1989 |         | Вольфганг Пауль (¼) (1913—1993)          | ФРН        | За розробку методу втримання одиночних іонівОригінальний текст (англ.) For the development of the ion trap technique |

### 1990-ті
| Рік  | Портрет | Лауреат                                 | Країна     | Обґрунтування |
| ---- | ------- | --------------------------------------- | ---------- | --- |
| 1990 |         | Джером Фрідман (⅓) (нар. 1930)          | США        | За піонерські дослідження глибоко непружного розсіювання електронів на протонах і зв'язаних нейтронах, істотно важливих для розробки кваркової моделі у фізиці часток Оригінальний текст (англ.) For their pioneering investigations concerning deep inelastic scattering of electrons on protons and bound neutrons, which have been of essential importance for the development of the quark model in particle physics |
| 1990 |         | Генрі Кендалл (⅓) (1926—1999)           | США        | За піонерські дослідження глибоко непружного розсіювання електронів на протонах і зв'язаних нейтронах, істотно важливих для розробки кваркової моделі у фізиці часток Оригінальний текст (англ.) For their pioneering investigations concerning deep inelastic scattering of electrons on protons and bound neutrons, which have been of essential importance for the development of the quark model in particle physics |
| 1990 |         | Річард Тейлор (⅓) (1929—2018)           | Канада     | За піонерські дослідження глибоко непружного розсіювання електронів на протонах і зв'язаних нейтронах, істотно важливих для розробки кваркової моделі у фізиці часток Оригінальний текст (англ.) For their pioneering investigations concerning deep inelastic scattering of electrons on protons and bound neutrons, which have been of essential importance for the development of the quark model in particle physics |
| 1991 |         | П'єр Жиль де Жен (1932—2007)            | Франція    | За виявлення того, що методи, розвинені для вивчення явищ упорядкованості в простих системах, можуть бути узагальнені на рідкі кристали й полімери Оригінальний текст (англ.) For discovering that methods developed for studying order phenomena in simple systems can be generalized to more complex forms of matter, in particular to liquid crystals and polymers                                                    |
| 1992 |         | Георгій Харпак (1924—2010)              | Франція    | За відкриття й створення детектерів частинок, зокрема багатодротової пропорційної камери Оригінальний текст (англ.) For his invention and development of particle detectors, in particular the multiwire proportional chamber |
| 1993 |         | Рассел Галс (½) (нар. 1950)             | США        | За відкриття нового типу пульсарів, що дало нові можливості у вивченні гравітаціїОригінальний текст (англ.) For the discovery of a new type of pulsar, a discovery that has opened up new possibilities for the study of gravitation |
| 1993 |         | Джозеф Тейлор мол. (½) (нар. 1941)      | США        | За відкриття нового типу пульсарів, що дало нові можливості у вивченні гравітаціїОригінальний текст (англ.) For the discovery of a new type of pulsar, a discovery that has opened up new possibilities for the study of gravitation |
| 1994 |         | Бертрам Брокгауз (½) (1918—2003)        | Канада     | За створення нейтронної спектроскопіїОригінальний текст (англ.) For the development of neutron spectroscopy |
| 1994 |         | Кліффорд Шалл (½) (1915—2001)           | США        | За створення методу нейтронної дифракції Оригінальний текст (англ.) For the development of the neutron diffraction technique |
| 1995 |         | Мартін Перл (½) (1927—2014)             | США        | За відкриття тау-лептона Оригінальний текст (англ.) For the discovery of the tau lepton |
| 1995 |         | Фредерік Райнес (½) (1918—1998)         | США        | За експериментальне виявлення нейтрино Оригінальний текст (англ.) For the detection of the neutrino |
| 1996 |         | Девід Лі (⅓) (нар. 1931)                | США        | За відкриття надплинності гелію-3 Оригінальний текст (англ.) For for their discovery of superfluidity in helium-3 |
| 1996 |         | Дуглас Ошеров (⅓) (нар. 1945)           | США        | За відкриття надплинності гелію-3 Оригінальний текст (англ.) For for their discovery of superfluidity in helium-3 |
| 1996 |         | Роберт Колман Річардсон (⅓) (1937—2013) | США        | За відкриття надплинності гелію-3 Оригінальний текст (англ.) For for their discovery of superfluidity in helium-3 |
| 1997 |         | Стівен Чу (⅓) (нар. 1948)               | США        | За створення методів охолодження й уловлювання атомів лазерним променемОригінальний текст (англ.) For development of methods to cool and trap atoms with laser light |
| 1997 |         | Клод Коен-Таннуджі (⅓) (нар. 1933)      | Франція    | За створення методів охолодження й уловлювання атомів лазерним променемОригінальний текст (англ.) For development of methods to cool and trap atoms with laser light |
| 1997 |         | Вільям Деніел Філліпс (⅓) (нар. 1948)   | США        | За створення методів охолодження й уловлювання атомів лазерним променемОригінальний текст (англ.) For development of methods to cool and trap atoms with laser light |
| 1998 |         | Роберт Лафлін (⅓) (нар. 1950)           | США        | За відкриття нової форми квантової рідини (при низьких температурах і сильному магнітному полі) у частки з новими властивостями, що мають, зокрема, дробовий електричний зарядОригінальний текст (англ.) For their discovery of a new form of quantum fluid with fractionally charged excitations |
| 1998 |         | Горст Штермер (⅓) (нар. 1949)           | Німеччина  | За відкриття нової форми квантової рідини (при низьких температурах і сильному магнітному полі) у частки з новими властивостями, що мають, зокрема, дробовий електричний зарядОригінальний текст (англ.) For their discovery of a new form of quantum fluid with fractionally charged excitations |
| 1998 |         | Денієл Цуї (⅓) (нар. 1939)              | США        | За відкриття нової форми квантової рідини (при низьких температурах і сильному магнітному полі) у частки з новими властивостями, що мають, зокрема, дробовий електричний зарядОригінальний текст (англ.) For their discovery of a new form of quantum fluid with fractionally charged excitations |
| 1999 |         | Герард 'т Гофт (½) (нар. 1946)          | Нідерланди | За прояснення квантової структури електрослабких взаємодій Оригінальний текст (англ.) For elucidating the quantum structure of electroweak interactions in physics |
| 1999 |         | Мартінус Велтман (½) (1931—2021)        | Нідерланди | За прояснення квантової структури електрослабких взаємодій Оригінальний текст (англ.) For elucidating the quantum structure of electroweak interactions in physics |

### 2000-ні
| Рік  | Портрет | Лауреат                                       | Країна                        | Обґрунтування |
| ---- | ------- | --------------------------------------------- | ----------------------------- | --- |
| 2000 |         | Жорес Іванович Алфьоров (¼) (1930—2019)       | Росія                         | За розробки в напівпровідниковій техніці Оригінальний текст (англ.) For developing semiconductor heterostructures used in high-speed- and opto-electronics |
| 2000 |         | Герберт Кремер (¼) (1928—2024)                | Німеччина                     | За розробки в напівпровідниковій техніці Оригінальний текст (англ.) For developing semiconductor heterostructures used in high-speed- and opto-electronics |
| 2000 |         | Джек Кілбі (½) (1923—2005)                    | США                           | За дослідження в області інтегральних схем Оригінальний текст (англ.) For his part in the invention of the integrated circuit |
| 2001 |         | Ерік Корнелл (⅓) (нар. 1961)                  | США                           | Досягнення у вивченні процесів конденсації Бозе — Ейнштейна в середовищі вироджених газів і за початкові фундаментальні дослідження характеристик конденсатів Оригінальний текст (англ.) For the achievement of Bose-Einstein condensation in dilute gases of alkali atoms, and for early fundamental studies of the properties of the condensates |
| 2001 |         | Карл Віман (⅓) (нар. 1951)                    | США                           | Досягнення у вивченні процесів конденсації Бозе — Ейнштейна в середовищі вироджених газів і за початкові фундаментальні дослідження характеристик конденсатів Оригінальний текст (англ.) For the achievement of Bose-Einstein condensation in dilute gases of alkali atoms, and for early fundamental studies of the properties of the condensates |
| 2001 |         | Вольфганг Кеттерле (⅓) (нар. 1957)            | Німеччина                     | Досягнення у вивченні процесів конденсації Бозе — Ейнштейна в середовищі вироджених газів і за початкові фундаментальні дослідження характеристик конденсатів Оригінальний текст (англ.) For the achievement of Bose-Einstein condensation in dilute gases of alkali atoms, and for early fundamental studies of the properties of the condensates |
| 2002 |         | Раймонд Девіс молодший (¼) (1914—2006)        | США                           | За створення нейтринної астрономії Оригінальний текст (англ.) For pioneering contributions to astrophysics, in particular for the detection of cosmic neutrinos |
| 2002 |         | Масатосі Косіба (¼) (1926—2020)               | Японія                        | За створення нейтринної астрономії Оригінальний текст (англ.) For pioneering contributions to astrophysics, in particular for the detection of cosmic neutrinos |
| 2002 |         | Ріккардо Джакконі (½) (1931—2018)             | США                           | За створення рентгенівської астрономії й винахід рентгенівського телескопа Оригінальний текст (англ.) For pioneering contributions to astrophysics, which have led to the discovery of cosmic X-ray sources |
| 2003 |         | Олексій Олексійович Абрикосов (⅓) (1928—2017) | США, Росія                    | За створення теорії надпровідності другого роду та теорії надплинності рідкого гелію-3 Оригінальний текст (англ.) For pioneering contributions to the theory of superconductors and superfluids |
| 2003 |         | Віталій Лазарович Гінзбург (⅓) (1916—2009)    | Росія                         | За створення теорії надпровідності другого роду та теорії надплинності рідкого гелію-3 Оригінальний текст (англ.) For pioneering contributions to the theory of superconductors and superfluids |
| 2003 |         | Ентоні Леггетт (⅓) (нар. 1938)                | Велика Британія, США          | За створення теорії надпровідності другого роду та теорії надплинності рідкого гелію-3 Оригінальний текст (англ.) For pioneering contributions to the theory of superconductors and superfluids |
| 2004 |         | Девід Гросс (⅓) (нар. 1941)                   | США                           | За відкриття асимптотичної свободи у теорії сильних взаємодій Оригінальний текст (англ.) For the discovery of asymptotic freedom in the theory of the strong interaction |
| 2004 |         | Девід Політцер (⅓) (нар. 1949)                | США                           | За відкриття асимптотичної свободи у теорії сильних взаємодій Оригінальний текст (англ.) For the discovery of asymptotic freedom in the theory of the strong interaction |
| 2004 |         | Френк Вільчек (⅓) (нар. 1951)                 | США                           | За відкриття асимптотичної свободи у теорії сильних взаємодій Оригінальний текст (англ.) For the discovery of asymptotic freedom in the theory of the strong interaction |
| 2005 |         | Рой Глаубер (⅓) (1925—2018)                   | США                           | За внесок в квантову теорію оптичної когерентностіОригінальний текст (англ.) For his contribution to the quantum theory of optical coherence |
| 2005 |         | Джон Голл (⅓) (нар. 1934)                     | США                           | За внесок в квантову теорію оптичної когерентностіОригінальний текст (англ.) For his contribution to the quantum theory of optical coherence |
| 2005 |         | Теодор Генш (⅓) (нар. 1941)                   | Німеччина                     | За внесок у розвиток лазерної високоточної спектроскопії, зокрема методики частотного гребінця Оригінальний текст (англ.) For their contributions to the development of laser-based precision spectroscopy, including the optical frequency comb technique                                                                                         |
| 2006 |         | Джон Мазер (½) (нар. 1946)                    | США                           | За відкриття анізотропії і чорнотільної структури енергетичного спектру космічного фонового випромінювання Оригінальний текст (англ.) For their discovery of the blackbody form and anisotropy of the cosmic microwave background radiation |
| 2006 |         | Джордж Смут (½) (нар. 1945)                   | США                           | За відкриття анізотропії і чорнотільної структури енергетичного спектру космічного фонового випромінювання Оригінальний текст (англ.) For their discovery of the blackbody form and anisotropy of the cosmic microwave background radiation |
| 2007 |         | Альбер Ферт (½) (нар. 1938)                   | Франція                       | За відкриття ефекту гігантського магнетоопору Оригінальний текст (англ.) For the discovery of Giant Magnetoresistance |
| 2007 |         | Петер Грюнберг (½) (1939—2018)                | Німеччина                     | За відкриття ефекту гігантського магнетоопору Оригінальний текст (англ.) For the discovery of Giant Magnetoresistance |
| 2008 |         | Макото Кобаясі (¼) (нар. 1944)                | Японія                        | За встановлення походження симетрії, що передбачає існування в природі щонайменше трьох сімейств кварків Оригінальний текст (англ.) For the discovery of the origin of the broken symmetry which predicts the existence of at least three families of quarks in nature                                                                             |
| 2008 |         | Тосіхіде Масукава (¼) (1940—2021)             | Японія                        | За встановлення походження симетрії, що передбачає існування в природі щонайменше трьох сімейств кварків Оригінальний текст (англ.) For the discovery of the origin of the broken symmetry which predicts the existence of at least three families of quarks in nature                                                                             |
| 2008 |         | Йоїтіро Намбу (½) (1921—2015)                 | США                           | Відкриття механізму спонтанного порушення симетрії на субатомному рівні Оригінальний текст (англ.) For the discovery of the mechanism of spontaneous broken symmetry in subatomic physics |
| 2009 |         | Чарлз Куен Као (½) (1933—2018)                | Гонконг, Велика Британія, США | За революційні відкриття стосовно передачі світла оптоволоконними лініями для оптичного зв'язку Оригінальний текст (англ.) For groundbreaking achievements concerning the transmission of light in fibers for optical communication |
| 2009 |         | Віллард Бойл (¼) (1924—2011)                  | Канада, США                   | За винахід напівпровідникової схеми для отримання зображень — ПЗЗ-сенсора Оригінальний текст (англ.) For the invention of an imaging semiconductor circuit - the CCD sensor |
| 2009 |         | Джордж Сміт (¼) (нар. 1930)                   | США                           | За винахід напівпровідникової схеми для отримання зображень — ПЗЗ-сенсора Оригінальний текст (англ.) For the invention of an imaging semiconductor circuit - the CCD sensor |

### 2010-ті
| Рік  | Портрет                    | Лауреат                                         | Країна                 | Обґрунтування |
| ---- | -------------------------- | ----------------------------------------------- | ---------------------- | --- |
| 2010 |                            | Андрій Костянтинович Гейм (½) (нар. 1958)       | Нідерланди             | За експерименти з двовимірним матеріалом графеном Оригінальний текст (англ.) For groundbreaking experiments regarding the two-dimensional material graphene |
| 2010 |                            | Костянтин Сергійович Новосьолов (½) (нар. 1974) | Велика Британія, Росія | За експерименти з двовимірним матеріалом графеном Оригінальний текст (англ.) For groundbreaking experiments regarding the two-dimensional material graphene |
| 2011 |                            | Сол Перлматтер (½) (нар. 1959)                  | США                    | За відкриття прискореного розширення Всесвіту за допомогою спостережень над далекими надновими Оригінальний текст (англ.) For the discovery of the accelerating expansion of the Universe through observations of distant supernovae |
| 2011 |                            | Браян П. Шмідт (¼) (нар. 1967)                  | США, Австралія         | За відкриття прискореного розширення Всесвіту за допомогою спостережень над далекими надновими Оригінальний текст (англ.) For the discovery of the accelerating expansion of the Universe through observations of distant supernovae |
| 2011 |                            | Адам Рісс (¼) (нар. 1969)                       | США                    | За відкриття прискореного розширення Всесвіту за допомогою спостережень над далекими надновими Оригінальний текст (англ.) For the discovery of the accelerating expansion of the Universe through observations of distant supernovae |
| 2012 |                            | Серж Арош (½) (нар. 1944)                       | Франція                | За основоположні експериментальні методи, які уможливлюють вимірювання та маніпулювання окремими квантовими системамиОригінальний текст (англ.) For ground-breaking experimental methods that enable measuring and manipulation of individual quantum systems |
| 2012 |                            | Девід Вайнленд (½) (нар. 1944)                  | США                    | За основоположні експериментальні методи, які уможливлюють вимірювання та маніпулювання окремими квантовими системамиОригінальний текст (англ.) For ground-breaking experimental methods that enable measuring and manipulation of individual quantum systems |
| 2013 |                            | Франсуа Англер (½) (нар. 1932)                  | Бельгія                | За теоретичне відкриття механізму, який допомагає нам розуміти походження маси субатомних частинок й існування якого було доведено виявленням передбаченої елементарної частинки в експериментах ATLAS і CMS на Великому адронному колайдері в ЦЕРН Оригінальний текст (англ.) For the theoretical discovery of a mechanism that contributes to our understanding of the origin of mass of subatomic particles, and which recently was confirmed through the discovery of the predicted fundamental particle, by the ATLAS and CMS experiments at CERN's Large Hadron Collider |
| 2013 |                            | Пітер Хіггс (½) (1929—2024)                     | США                    | За теоретичне відкриття механізму, який допомагає нам розуміти походження маси субатомних частинок й існування якого було доведено виявленням передбаченої елементарної частинки в експериментах ATLAS і CMS на Великому адронному колайдері в ЦЕРН Оригінальний текст (англ.) For the theoretical discovery of a mechanism that contributes to our understanding of the origin of mass of subatomic particles, and which recently was confirmed through the discovery of the predicted fundamental particle, by the ATLAS and CMS experiments at CERN's Large Hadron Collider |
| 2014 |                            | Акасакі Ісаму (⅓) (1929—2021)                   | Японія                 | За винахід ефективних блакитних світлодіодів, що привели до появи яскравих та енергозберігаючих білих джерел світла Оригінальний текст (англ.) For the invention of efficient blue light-emitting diodes which has enabled bright and energy-saving white light sources |
| 2014 |                            | Амано Хіросі (⅓) (нар. 1960)                    | Японія                 | За винахід ефективних блакитних світлодіодів, що привели до появи яскравих та енергозберігаючих білих джерел світла Оригінальний текст (англ.) For the invention of efficient blue light-emitting diodes which has enabled bright and energy-saving white light sources |
| 2014 |                            | Накамура Сюдзі (⅓) (нар. 1954)                  | Японія, США            | За винахід ефективних блакитних світлодіодів, що привели до появи яскравих та енергозберігаючих білих джерел світла Оригінальний текст (англ.) For the invention of efficient blue light-emitting diodes which has enabled bright and energy-saving white light sources |
| 2015 |                            | Артур Макдональд (½) (нар. 1943)                | Канада                 | За відкриття нейтринних осциляцій, що доводить наявність маси нейтрино Оригінальний текст (англ.) For the discovery of neutrino oscillations, which shows that neutrinos have mass |
| 2015 |                            | Кадзіта Такаакі (½) (нар. 1959)                 | Японія                 | За відкриття нейтринних осциляцій, що доводить наявність маси нейтрино Оригінальний текст (англ.) For the discovery of neutrino oscillations, which shows that neutrinos have mass |
| 2016 |                            | Девід Таулесс (⅓) (1934—2019)                   | Велика Британія        | За теоретичне відкриття топологічних фазових переходів та топологічних фаз речовини Оригінальний текст (англ.) For theoretical discoveries of topological phase transitions and topological phases of matter |
| 2016 |                            | Данкан Голдейн (⅓) (нар. 1951)                  | Велика Британія        | За теоретичне відкриття топологічних фазових переходів та топологічних фаз речовини Оригінальний текст (англ.) For theoretical discoveries of topological phase transitions and topological phases of matter |
| 2016 |                            | Джон Костерліц (⅓) (нар. 1942)                  | Велика Британія        | За теоретичне відкриття топологічних фазових переходів та топологічних фаз речовини Оригінальний текст (англ.) For theoretical discoveries of topological phase transitions and topological phases of matter |
| 2017 |                            | Райнер Вайс (½) (нар. 1932)                     | США                    | За вирішальний внесок у розробку детектора LIGO та спостереження гравітаційних хвиль Оригінальний текст (англ.) For decisive contributions to the LIGO detector and the observation of gravitational waves |
| 2017 |                            | Беррі Беріш (¼) (нар. 1936)                     | США                    | За вирішальний внесок у розробку детектора LIGO та спостереження гравітаційних хвиль Оригінальний текст (англ.) For decisive contributions to the LIGO detector and the observation of gravitational waves |
| 2017 |                            | Кіп Торн (¼) (нар. 1940)                        | США                    | За вирішальний внесок у розробку детектора LIGO та спостереження гравітаційних хвиль Оригінальний текст (англ.) For decisive contributions to the LIGO detector and the observation of gravitational waves |
| 2018 |                            | Артур Ешкін (½) (1922—2020)                     | США                    | За розробку лазерних щипців та їхнє використання у біологічних системах Оригінальний текст (англ.) For the optical tweezers and their application to biological systems |
| 2018 |                            | Жерар Муру (¼) (нар. 1944)                      | Франція                | За розробку методів генерації високоефективних, ультра коротких оптичних імпульсів Оригінальний текст (англ.) For their method of generating high-intensity, ultra-short optical pulses |
| 2018 |                            | Донна Стрікленд (¼) (нар. 1959)                 | Канада                 | За розробку методів генерації високоефективних, ультра коротких оптичних імпульсів Оригінальний текст (англ.) For their method of generating high-intensity, ultra-short optical pulses |
| 2019 |                            | Джеймс Піблс (½) (нар. 1935)                    | Канада                 | За теоретичні відкриття у фізичній космології Оригінальний текст (англ.) For theoretical discoveries in physical cosmology |
| 2019 |                            | Мішель Майор (¼) (нар. 1942)                    | Швейцарія              | За відкриття екзопланети, що обертається навколо сонцеподібної зірки Оригінальний текст (англ.) For the discovery of an exoplanet orbiting a solar-type star |
| 2019 | Дідьє Кело (¼) (нар. 1966) |                                                 | Швейцарія              | За відкриття екзопланети, що обертається навколо сонцеподібної зірки Оригінальний текст (англ.) For the discovery of an exoplanet orbiting a solar-type star |

### 2020-ті
| Рік  | Портрет | Лауреат                           | Країна          | Обґрунтування |
| ---- | ------- | --------------------------------- | --------------- | --- |
| 2020 |         | Роджер Пенроуз (½) (нар. 1931)    | Велика Британія | За відкриття, що утворення чорної діри є впевненим передбаченням загальної теорії відносності Оригінальний текст (англ.) For the discovery that black hole formation is a robust prediction of the general theory of relativity                                                            |
| 2020 |         | Райнгард Ґенцель (¼) (нар. 1952)  | Німеччина       | За відкриття надмасивного компактного об'єкту в центрі нашої Галактики Оригінальний текст (англ.) For the discovery of a supermassive compact object at the centre of our galaxy |
| 2020 |         | Андреа Ґез (¼) (нар. 1962)        | США             | За відкриття надмасивного компактного об'єкту в центрі нашої Галактики Оригінальний текст (англ.) For the discovery of a supermassive compact object at the centre of our galaxy |
| 2021 |         | Клаус Гассельманн (¼) (нар. 1931) | Німеччина       | За фізичне моделювання клімату Землі, кількісну оцінку мінливості та надійне прогнозування глобального потепління Оригінальний текст (англ.) For the physical modelling of Earth’s climate, quantifying variability and reliably predicting global warming                                 |
| 2021 |         | Сюкуро Манабе (¼) (нар. 1931)     | Японія          | За фізичне моделювання клімату Землі, кількісну оцінку мінливості та надійне прогнозування глобального потепління Оригінальний текст (англ.) For the physical modelling of Earth’s climate, quantifying variability and reliably predicting global warming                                 |
| 2021 |         | Джорджо Паризі (½) (нар. 1948)    | Італія          | За відкриття взаємодії безладу і коливань у фізичних системах від атомного до планетарного масштабу Оригінальний текст (англ.) For the discovery of the interplay of disorder and fluctuations in physical systems from atomic to planetary scales                                         |
| 2022 |         | Ален Аспе (⅓) (нар. 1947)         | Франція         | За експерименти зі сплутаними фотонами, встановлення порушення нерівності Белла та новаторство квантової інформаційної науки Оригінальний текст (англ.) For experiments with entangled photons, establishing the violation of Bell inequalities and pioneering quantum information science |
| 2022 |         | Антон Цайлінґер (⅓) (нар. 1945)   | Австрія         | За експерименти зі сплутаними фотонами, встановлення порушення нерівності Белла та новаторство квантової інформаційної науки Оригінальний текст (англ.) For experiments with entangled photons, establishing the violation of Bell inequalities and pioneering quantum information science |
| 2022 |         | Джон Клаузер (⅓) (нар. 1942)      | США             | За експерименти зі сплутаними фотонами, встановлення порушення нерівності Белла та новаторство квантової інформаційної науки Оригінальний текст (англ.) For experiments with entangled photons, establishing the violation of Bell inequalities and pioneering quantum information science |
| 2023 |         | Анн Л'Юйє (⅓) (нар. 1958)         | Франція         | За експериментальні методи, які генерують атосекундні імпульси світла для дослідження динаміки електронів у речовині Оригінальний текст (англ.) For experimental methods that generate attosecond pulses of light for the study of electron dynamics in matter                             |
| 2023 |         | Ференц Краус (⅓) (нар. 1962)      | Угорщина        | За експериментальні методи, які генерують атосекундні імпульси світла для дослідження динаміки електронів у речовині Оригінальний текст (англ.) For experimental methods that generate attosecond pulses of light for the study of electron dynamics in matter                             |
| 2023 |         | П'єр Агостіні (⅓) (нар. 1941)     | США             | За експериментальні методи, які генерують атосекундні імпульси світла для дослідження динаміки електронів у речовині Оригінальний текст (англ.) For experimental methods that generate attosecond pulses of light for the study of electron dynamics in matter                             |
| 2024 |         | Джон Гопфілд (½) (нар. 1933)      | США             | За фундаментальні відкриття та винаходи, що уможливлюють машинне навчання за допомогою штучних нейронних мереж Оригінальний текст (англ.) For foundational discoveries and inventions that enable machine learning with artificial neural networks                                         |
| 2024 |         | Джефрі Гінтон (½) (нар. 1947)     | США, Канада     | За фундаментальні відкриття та винаходи, що уможливлюють машинне навчання за допомогою штучних нейронних мереж Оригінальний текст (англ.) For foundational discoveries and inventions that enable machine learning with artificial neural networks                                         |